# Landry N'Gala
Magana Landry N'Gala, noto semplicemente come Landry N'Gala (Sarcelles, 8 giugno 1993), è un giocatore di calcio a 5 francese.

## Carriera

### Club
Pivot estroso, abile nel palleggio e nel cambio di ritmo, N'Gala inizia la carriera nel Garges Djibson dove rimane fino al 2019 eccetto un biennio nello Sporting Parigi. Gioca quindi per Kremlin-Bicêtre e ACCS prima di ritornare allo Sporting Parigi in seguito allo scioglimento della società di Asnières-sur-Seine.

### Nazionale
N'Gala ha debuttato nella Nazionale di calcio a 5 della Francia nel novembre del 2015, in occasione di un doppio incontro amichevole giocato dai transalpini contro il Montenegro. Nelle qualificazioni al campionato europeo 2018 realizza una tripletta che decide lo spareggio contro la Croazia, consentendo alla Francia di partecipare per la prima volta alla massima competizione continentale.

## Palmarès
- Campionato francese: 2
Garges Djibson: 2016-17
ACCS: 2020-21